# 玉樹巴塘空港
玉樹巴塘空港（ぎょくじゅはとうくうこう）は中華人民共和国青海省玉樹チベット族自治州玉樹市巴塘郷に位置する空港。自治州の中心のケグ鎮（結古鎮）から26km離れている。標高は海抜3900mで、青海省の民間飛行場では最も高い。 中国国内では5番目の標高である。 エアバスA319が発着出来、空港ターミナルビルは年間8万人を処理出来る設計である。 中国民用航空局の統計では2009年8月～12月までに7,484人の乗客が有った。

## 沿革
かつてはチベットへの軍事物資輸送のため同地に空港があったが1970年代にラサに空港が竣工、その使命を終え廃港された。現空港は跡地に再建されたものである。
- 2007年5月16日 - 建設開始[1]
- 2008年8月 - 滑走路完成[1]
- 2009年5月29日 - 最初の飛行機が飛来[6]
- 2009年8月1日 - 正式開港[2]
- 2010年5月1日 - 地震救援の為の応急拡張工事を開始[7]
- 2010年6月28日 - 中国人民解放軍空軍第九工程総隊による応急拡張工事が竣工[8]

## 2010年玉樹地震
2010年4月14日に発生した青海地震において、当空港は救助及び援助物資の輸送で重要な役割を果たした。地震当日の午後には復旧し、国際救助隊人員と救援物資がその夜8時に到着した。

## 主な就航航空会社と就航路線
- 中国東方航空 - 西寧、西安[3]
- チベット航空 - 西寧、ラサ

## 註釈・参考資料
1. 1 2 3  青海省玉樹藏族自治州巴塘機場簡介
2. 1 2 3  Yushu Batang Airport officially opened on August 1st, 2009
3. 1 2  東航西安至青海玉樹正式通航
4. ↑  2010年7月1日にガリ空港が開港し、5番目となった
5. ↑  民航機場業務量 (Civil Airports Operations Volume), 中国民用航空局のホームページのデータはエクセルファイルであり、htmlファイルではない。同じデータを画像や英語に訳したものが次のスレッドで見られる 2009 China mainland airport rank
6. ↑  First civil aviation airplane successfully landed in Yushu Airport in Qinghai
7. ↑  玉樹機場抗震救災應急工程5月1日順利開工（中國民航機場建設集團公司）
8. ↑  空軍第九工程總隊55天完成玉樹機場擴建（中國網）
9. ↑  Airport vital lifeline to relief effort By Xin Dingding (China Daily)